# Grand Prix automobile de Monaco 1987
Résultats du Grand Prix de Monaco 1987, couru sur le circuit de Monaco le 31 mai 1987.

## Classement
| Pos. | No | Pilote             | Écurie                 | Tours | Temps/Abandon                      | Grille | Points |
| ---- | -- | ------------------ | ---------------------- | ----- | ---------------------------------- | ------ | ------ |
| 1    | 12 | Ayrton Senna       | Lotus-Honda            | 78    | 1 h 57 min 54 s 085 (132,102 km/h) | 2      | 9      |
| 2    | 6  | Nelson Piquet      | Williams-Honda         | 78    | + 33 s 212                         | 3      | 6      |
| 3    | 27 | Michele Alboreto   | Ferrari                | 78    | + 1 min 12 s 839                   | 5      | 4      |
| 4    | 28 | Gerhard Berger     | Ferrari                | 77    | + 1 tour                           | 8      | 3      |
| 5    | 3  | Jonathan Palmer    | Tyrrell-Ford           | 76    | + 2 tours                          | 15     | 2      |
| 6    | 16 | Ivan Capelli       | March-Ford             | 76    | + 2 tours                          | 19     | 1      |
| 7    | 9  | Martin Brundle     | Zakspeed               | 76    | + 2 tours                          | 14     |        |
| 8    | 19 | Teo Fabi           | Benetton-Ford          | 76    | + 2 tours                          | 12     |        |
| 9    | 1  | Alain Prost        | McLaren-TAG            | 75    | Moteur                             | 4      |        |
| 10   | 11 | Satoru Nakajima    | Lotus-Honda            | 75    | + 3 tours                          | 17     |        |
| 11   | 25 | René Arnoux        | Ligier-Megatron        | 74    | + 4 tours                          | 22     |        |
| 12   | 26 | Piercarlo Ghinzani | Ligier-Megatron        | 74    | + 4 tours                          | 20     |        |
| 13   | 14 | Pascal Fabre       | AGS-Ford               | 71    | + 7 tours                          | 24     |        |
| Abd. | 18 | Eddie Cheever      | Arrows-Megatron        | 59    | Moteur                             | 6      |        |
| Abd. | 17 | Derek Warwick      | Arrows-Megatron        | 58    | Boîte de vitesses                  | 11     |        |
| Abd. | 2  | Stefan Johansson   | McLaren-TAG            | 57    | Moteur                             | 7      |        |
| Abd. | 30 | Philippe Alliot    | Larrousse-Ford         | 42    | Moteur                             | 18     |        |
| Abd. | 7  | Riccardo Patrese   | Brabham-BMW            | 41    | Injection                          | 10     |        |
| Abd. | 21 | Alex Caffi         | Osella-Alfa Romeo      | 39    | Moteur                             | 16     |        |
| Abd. | 8  | Andrea De Cesaris  | Brabham-BMW            | 38    | Suspension                         | 21     |        |
| Abd. | 5  | Nigel Mansell      | Williams-Honda         | 29    | Turbo                              | 1      |        |
| Abd. | 24 | Alessandro Nannini | Minardi-Motori Moderni | 21    | Panne électrique                   | 13     |        |
| Abd. | 4  | Philippe Streiff   | Tyrrell-Ford           | 9     | Accident                           | 23     |        |
| Abd. | 20 | Thierry Boutsen    | Benetton-Ford          | 5     | Transmission                       | 9      |        |
| Np.  | 23 | Adrian Campos      | Minardi-Motori Moderni |       | Accident                           |        |        |
| Ex.  | 10 | Christian Danner   | Zakspeed               |       | Exclu                              |        |        |

## Pole position et record du tour
- Pole position : Nigel Mansell en 1 min 23 s 039 (vitesse moyenne : 144,279 km/h).
- Meilleur tour en course : Ayrton Senna en 1 min 27 s 685 au 72e tour (vitesse moyenne : 136,635 km/h).

## Tours en tête
- Nigel Mansell : 29 (1-29)
- Ayrton Senna : 49 (30-78)

## À noter
- 5e victoire pour Ayrton Senna
- 78e victoire pour Lotus en tant que constructeur.
- 18e victoire pour Honda F1 en tant que motoriste.
- Christian Danner a été exclu pour son implication dans un accident grave avec Michele Alboreto pendant les essais. La FISA a pris la décision d'éliminer Danner pour conduite dangereuse de la course du week-end - le premier d'un tel événement dans l'histoire du championnat du monde de la Formule 1. Il y a eu des objections dans tout le paddock, en particulier car il y avait eu plusieurs autres accidents pendant les essais et on l'estimait que Danner n'était pas plus à blâmer que n'importe quel autre conducteur impliqué dans ces accidents. (Source : Murray Walker's 1987 Year Book, Clifford Frost plc.)